# (2430) Bruce Helin
(2430) Bruce Helin (1977 VC; 1976 JU1; A908 WC) ist ein ungefähr zwölf Kilometer großer Asteroid des inneren Hauptgürtels, der am 8. November 1977 von den US-amerikanischen Astronomen Eleanor Helin und Eugene Shoemaker am Palomar-Observatorium am Palomar Mountain etwa 80 Kilometer nordöstlich von San Diego (IAU-Code 675) entdeckt wurde.

## Benennung
(2430) Bruce Helin wurde nach Bruce Helin benannt, dem Sohn der Entdeckerin Eleanor Helin.